# Holopleura marginata
Holopleura marginata là một loài bọ cánh cứng trong họ Cerambycidae.